# 不倒翁女人
不倒翁女人（日语：／ Daruma-onna */?）是指沒有或失去双手双腳的女性，即人彘。其形態像是不倒翁故有此稱號。

## 謠傳
傳言女性因欠高利貸被誘拐囚禁，砍去四肢後被帶到畸形秀供人觀賞，或在特種營業場所提供性服務，滿足特殊性癖好者的需求。她們被當作展示品一樣，以高價賣給各國的富豪及特殊愛好者供其賞玩。
真實情況不明，這一類的傳言被視為一種都會傳說 。

## 畸形秀
第二次世界大戰前，日本盛行畸形秀表演。
失去手腳的女性身心障礙者單用嘴巴就能巧妙地穿針引線，從事縫紝、刺繡、寫書法等技藝，通常這一類的殘疾者被安排在雜技團中表演。與上述的不倒翁女人不同地方在於，她們作為藝人提供表演服務，或是跟珍奇屋簽約，從事雜技表演，並不會提供任何性方面的服務。其中以中村久子為代表人物。

## 參看
- 試衣間的暗門
- 中國內地的不倒翁